# アルルカン洋菓子店
アルルカン洋菓子店（アルルカンようがしてん）は、明川哲也(ヴォーカル)とMITSU（ギター）による音楽道化師ユニット。

## 略歴
叫ぶ詩人の会解散後、2000年3月よりニューヨークに滞在した明川哲也は「ドリアン助川」の芸名を捨て、明川哲也として日米混成バンドAND SUN SUI CHIE（アンド・サン・スー・チー）を結成。そのギタリストが、明川とほぼ同じ時期にニューヨークに渡り、ブルースマンFloyd Lee(a.k.a. Ted Williams)とともに演奏を繰り広げていたブルースギタリストのMITSUであった。AND SUN SUI CHIEは、ウエストサイドのSIBERIA、イーストビレッジのCONTINENTAL、ロウアーマンハッタンのMILK HALLなどでライブを行った。
明川は2002年9月に帰国。10月にMITSU、そして12月にベースマンのGEOFF（ジェフ）が来日。ドラムのHIDEを加え、AND SUN SUI CHIEの名前のまま日本で活動を展開するが、集客に遠く、2005年3月の中越地震義援金ライブツアーを最後にバンドは解散する。
以降、ステージを離れ執筆に専念していた明川であったが、2007年よりNHK「未来観測 つながるテレビ@ヒューマン」に於いて、日本全国の頑張っている人に会い、歌を届けるという役回りでのレギュラー出演が決定。ここにMITSUとのコンビが復活し、北海道から沖縄まで毎週誰かに会いに行き、新曲を作り、それをテレビでオンエアする修行のような一年が始まる。
道化師のヒントを得たのは、この旅回りの中で出会った岐阜県の風船芸人風船太郎に曲を作り、発表する際、明川とMITSUがNHK衣装部の協力で道化師の恰好をしたことであった。生来コンプレックスの強い明川は、大鏡に映った道化師姿の自分を見て、生まれ変わったような思いとともに、十代の頃の感動に再び震え、「これだったのだ。ついに出会ったのだ」と涙にむせんだという。高校時代、名古屋の名画座でフェリーニの「道」を観て以来、静かに人を励ます道化師が胸の中にずっと住み着いていたという明川は、この夜から道化師として、歌と執筆に再挑戦する覚悟を決めたのであった。それはサーカスの添え物として無言劇を行うピエロではなく、きちんと言葉を喋り、歌い、劇では主人公となり得る道化師、アルルカンとしてのスタートだった。
2008年3月に「つながるテレビ@ヒューマン」が終了し、その後の2009年1月1日、明川とMITSUはユニット名をAND SUN SUI CHIEから「アルルカン洋菓子店」に改め、全国各地でライブ展開している。

## 名前の由来
NHKから一年間毎週歌を作って披露しなさいと言われた明川は、引き受けたはいいものの、プレッシャーから体調を壊し、亜急性甲状腺炎という病気になる。甲状腺の爆発状態で、ホルモンの分泌が抑えられなくなり、39度台の熱が続き、体重も10キロ以上減った。短い歌でも3、4回歌えば座り込むという状態。当然、医師からは飲酒を止められ、ステロイド剤の治療とともに半年間の断酒生活を強いられた。この間、明川が生まれて初めて興味を持ったのが甘いものの世界。それまでは世の中に甘いもののある意味がわからず、大福を想像しただけで具合が悪くなっていた明川であったが、ある日気付けばスーパーの饅頭の棚の前に立っていたのだという。
明川は急激に甘いものの世界に入っていき、ウイーンの銘菓ザッハトルテがその商標をめぐって裁判争いをしていることなどに興味を抱き、世界中のスイーツと民族の歴史について学び始める。その勢いで日本菓子専門学校の通信課程にも入学し、実習200時間のスクーリングもこなし、卒業した。ただ、途中で病気が治り、再び飲酒が始まったことから、またなぜ世の中に甘いものがあるのかわからくなりつつあるという。その疑問は実習で奥様たちとモンブランのロール部を作っている時にふと湧いたらしい。
こうして、まがりなりにもスイーツ作りの技術を得たことから、ライブでは好きな人に限り、明川とMITSUお手製のスイーツが無料で配られる。そうした行為と、世界中の酒と甘いものを制覇したいという二人の野望から「アルルカン洋菓子店」の名前は生まれた。

## ライブ
東京では、渋谷の「青い部屋」にほぼ毎月出演。秋葉原「DRESS AKIBA HALL」でも年に数度ライブを行う。その他、PAを積んだ車で、全国の寺院、協会、旅館、学校など、招聘があった場所はほぼすべてライブを展開している。

## CDアルバム
- 2009年5月 「星屑通りで店開き」